# Placebo (grup)
Placebo és un grup musical de rock alternatiu format el 1994 a Londres, Anglaterra. Era compost per Brian Molko i Stefan Olsdal, i el bateria Steve Hewitt fins a l'1 d'octubre de 2007, quan va ser reemplaçat per Steve Forrest. La banda va assolir un considerable èxit des del seu debut discogràfic el 1996. Va vendre més d'un milió de discs a Gran Bretanya i sobre vuit milions en tot el món. El grup es va formar quan Molko i Olsdal, que havien assistit a la mateixa escola (a Lux) però aparentment mai no van parlar, es van trobar per casualitat al metro de Londres i subseqüentment van iniciar un projecte que van titular breument Ashtray Heart.

## Biografia

### Inicis (1994-1998)
Placebo va ser creat per Brian Molko, qui després d'intentar entrar a la carrera de teatre es va trobar casualment amb Stefan Olsdal a l'estació South Kensington del metro de Londres el 1994. Molko i Olsdal havien anat a la mateixa escola, però curiosament mai no es van creuar una paraula fins a aquesta trobada en què es van adonar que compartien gusts musicals, va ser aleshores quan van decidir formar una banda de música.

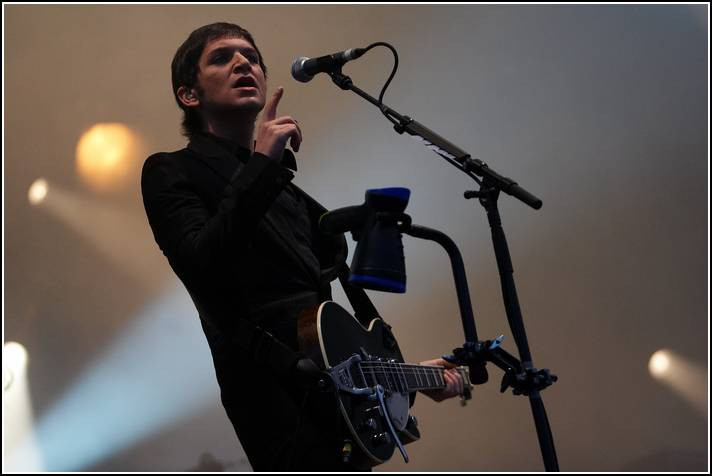
Brian Molko (2007)

El primer nom de la banda va ser Ashtray Heart, però al cap de poc, van optar pel nom de Placebo. La primera opció de Molko per completar el grup va ser el bateria Steve Hewitt, un altre conegut seu qui tot seguit es va interessar en el projecte, però en aquest moment Hewitt ja es trobava amb el grup londinenc Breed, per la qual cosa Robert Schultzberg al principi va alternar amb Hewitt el lloc de bateria en el grup, tanmateix Hewitt ja participava activament amb Placebo. Quan van aconseguir el seu primer contracte el 1996, Hewitt no apareixia com a membre. En lloc seu Schultzberg va gravar junt amb Molko i Olsdal el primer disc del grup, l'homònim Placebo d'aquest mateix any. Poc després Molko i Olsdal van començar a tenir diferències amb Schultzberg, el qual va sortir de la banda. Va ser així com Hewitt es va convertir en el tercer component de Placebo abans de concloure 1996.
A partir de 1997 -un any després de treure el seu primer àlbum-, va ser una temporada de molta activitat per a la banda, que refermava el seu bon començament amb detalls com la participació en el concert homenatge del 50 aniversari de David Bowie al Madison Square Garden; la inclusió del single Nancy Boy a la pel·lícula Airbag, de Juanma Bajo Ulloa; single que més tard se situaria en la quarta posició de les llistes del Regne Unit, on, tot seguit, també realitzarien la seva pròpia gira, per acabar com a teloners d'U2 en alguns dels concerts del «PopMart» pel vell continent, com per exemple a Madrid.
El 1998 van gravar el seu segon àlbum, Without You I'm Nothing, que els va projectar fora d'Anglaterra gràcies al tema "Every You Every Me" -part de la banda sonora de la pel·lícula Cruels intencions- i a la participació de David Bowie cantant al costat de Molko el tema que dona nom al disc. També en aquest any van gravar una versió de "20th Century Boy", cançó original del grup T. Rex, per a la banda sonora de la pel·lícula Velvet Goldmine en la qual, a més a més, apareixen. A l'any següent van aparèixer al lliurament dels Brit Awards tocant "20th Century Boy" junt amb David Bowie. Actualment es considera David Bowie com el padrí de Placebo, a causa del suport que els ha brindat des que van començar la seva carrera musical.
Per un altre costat, els seus mereixements musicals ho han col·locat com un grup eclèctic, incorporant des d'un fort so de guitarra fins piano i elements electrònics. Tanmateix, la crítica anglesa no sempre ha tingut opinions favorables del grup, principalment per l'excèntrica personalitat de Brian Molko.

### Consolidació (2000-2007)

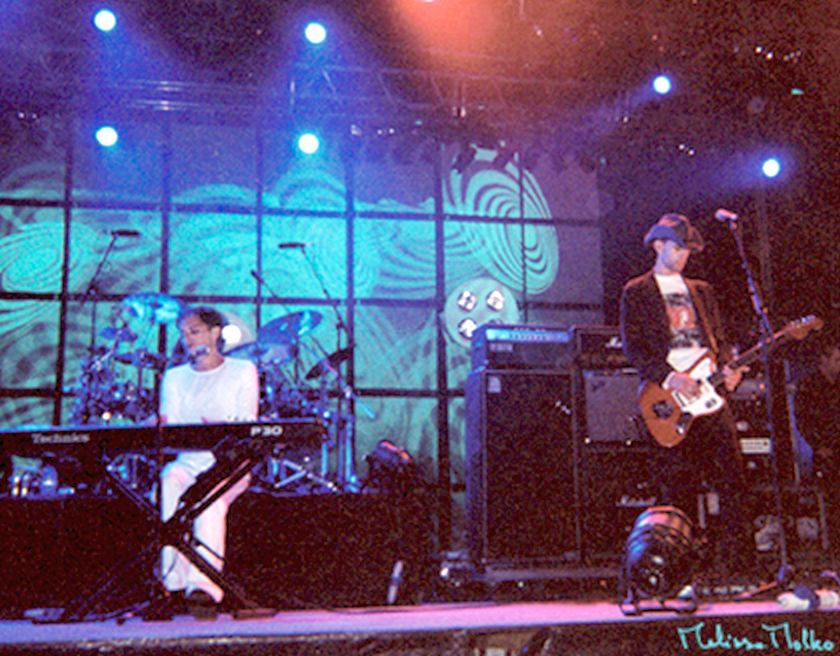
Festival agost 2007

Per al seu següent àlbum, Black Market Music de l'any 2000, el so de Placebo va fer un gir de 180 graus. Deixant enrere les balades malenconioses i decadents per un disc més viu, més energètic. Tractant temes com ara l'amor, les drogues, la decadència de la persona. Trios amorosos, espectacles de voyeurisme, la complexitat de les seves lletres assoleix el zenit. Abandona aquesta veu nasal per deixar caure les notes en acords més madurs, deixant els miols dels seus principis per textures més reals.
El següent àlbum del grup, Sleeping With Ghosts del 2003, va ser més aventurat en experimentar amb influències de música electrònica, però al mateix temps va conservar el so particular de Placebo. Addicionalment va aparèixer l'àlbum també en una edició especial, contenint un segon disc amb totes les versions que havien gravat fins a aquest moment.
Durant el següent any el grup Placebo va publicar la seva primera col·lecció de senzills titulada Once More with Feeling: Singles 1996-2004 i van tocar a l'estadi de Wembley. Robert Smith va tocar amb ells dos temes, "Without You I'm Nothing" i una versió de "Boys Don't Cry", cançó original del grup de Smith, The Cure. També van participar en el concert massiu Live 8 tocant al Palau de Versalles a França.
Al setembre de 2005 Placebo va concloure l'enregistrament del seu últim àlbum, Meds, el qual es va llançar el 13 de març de 2006. El productor va ser Dimitri Tokovoi, qui és amic del grup i ja els havia produït en el passat un parell de versions, "The Ballad of Melody Nelson" i "Running Up That Hill". El disc a més a més compta amb la participació de dos músics en dos temes, Alison Mosshart del grup The Kills i Michael Stipe de R.E.M.. Segons Molko el disc és un retorn a les arrels de Placebo, amb un so més proper al del seu primer disc.
Al setembre de 2006, per tal de commemorar els 10 anys del grup, Placebo decideix reactivar el seu primer àlbum, Placebo. L'àlbum va ser llançat el 25 del mencionat mes i compte amb les cançons del primer àlbum incloent rareses d'aquella època, que van ser un gran èxit a més a més d'un DVD que conté diverses presentacions de Placebo amb temes del mencionat àlbum.
Durant el 2007, es van unir al Projekt Revolution, liderats per Linkin Park.

### Maduresa

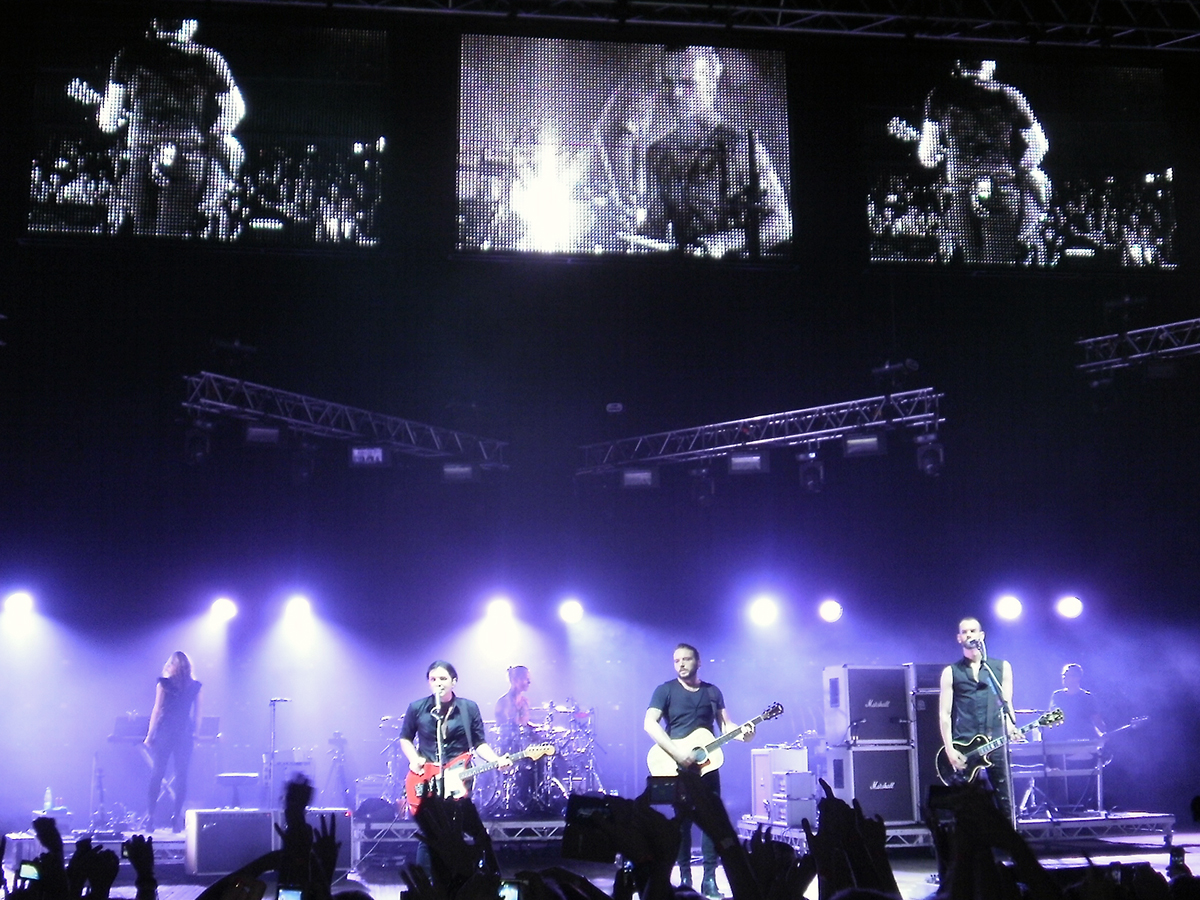
Placebo a Kiev (2012)

La banda va tornar a l'estudi novament a l'estiu de 2008 repetint el productor (James Brown) i comptant amb el substitut de la bateria Steve Hewitt (a la banda entre 1996 i 2007), Steve Forrest, component d'Evaline, banda telonera de Placebo a la gira pels Estats Units a l'octubre de 2006.
El 8 de juny de 2009 va llançar la seva nova producció, un àlbum que porta per nom Battle for the Sun. Els senzills van portar el nom de "For What It's Worth", "The Never-Ending Why", exclusiu per a Gran Bretanya i Noruega (14 de setembre), "Ashtray Heart" (21 de setembre), i "Bright Lights" (1 de desembre), exclusiu per als seus fans pel mig de la seva pàgina web, disponible a nivell mundial per al 2010.
El segon DVD en viu de la banda, We Come in Pieces, va ser gravat a Brixton Academy i estrenat el 31 d'octubre de 2011. En 2014, coincidint amb el vintè aniversari de la banda, es va publicar el seu treball Loud live Love, i en 2015, el bateria Steve Forrest va abandonar el grup.

## Discografia
Àlbums d'estudi
- Placebo (1996)
- Without You I'm Nothing (1998)
- Black Market Music (2000)
- Sleeping With Ghosts (2003)
- Covers (2003)
- Meds (2006)
- Battle for the Sun (2009)
- Battle For The Sun : Redux Edition (2010)
- B3 EP (EP 2012)
- Loud Like Love (2013)
- Never Let Me Go (2022)

Àlbums recopilatoris
- Covers (2003)
- Once More with Feeling: Singles 1996-2004 (2004)
- B-Sides: 1996-2006 (2011)
- A Place for Us to Dream (2016)

Vídeos
- Soulmates never die: Live in Paris (2003) (2004)
- We come in pieces (2011)